# Clemente X
Clemente X (Roma, 13 de julio de 1590-Roma, 22 de julio de 1676) fue el 239.º papa de la Iglesia católica, desde el 29 de abril de 1670 hasta su muerte.

## Biografía

### Orígenes y formación
Su nombre de nacimiento era Emilio Bonaventura Altieri. Fue hijo de Lorenzo Altieri, perteneciente a una familia de la antigua nobleza romana que había disfrutado de las más altas consideraciones durante varios siglos —ocasionalmente habían realizado alianzas tanto con los Colonna como con los Orsini—, y de su esposa Victoria Delfín, dama de la más alta nobleza veneciana, perteneciente a la poderosa familia de los Delfín, y a su vez, hermana de Gentile Delfín, gobernador y obispo de Camerino.
Después de sus primeros estudios con preceptores privados, ingresó en la Universidad La Sapienza de Roma, en la que se doctoró en derechos civil y canónico en 1611.

### Carrera eclesiástica
En 1623 fue designado auditor de la nunciatura apostólica en Polonia y el 6 de abril de 1624, en Roma, fue ordenado sacerdote y seguidamente nombrado canónigo teologal de la Patriarcal Basílica Vaticana.

### Episcopado
El 29 de noviembre de 1627 fue consagrado obispo de Camerino. En 1633 fue designado gobernador de Loreto y en 1636 de toda Romaña. En 1641 lo nombraron gobernador de la Marca de Roma per modum provisionis. El papa Urbano VIII le encomendó los trabajos diseñados para proteger al territorio de Rávena de los desbordamientos del Río Po, y en recompensa por su labor le designó visitador apostólico de todos los Estados de la Iglesia y quiso nombrarle cardenal, pero Emilio Altieri renunció en favor de su hermano mayor Giambattista.
En 1644 el papa Inocencio X lo envió como nuncio a Nápoles, cargo en el que permaneció durante ocho años. En este periodo se le acredita el restablecimiento de la paz después de los días tormentosos días de la revuelta de Masaniello. Durante la sede vacante de 1655 fue encargado por el Sacro Colegio Cardenalicio para pacificar la Lombardía. Desde 1657 hasta 1667 fue secretario de las Congregaciones de Obispos y Regulares, y este último año fue nombrado consultor de la Suprema Congregación de la Romana y Universal Inquisición, superintendente de los Estados de la Iglesia y prefecto de los cubiculi de Su Santidad. Había dimitido de su obispado de Camerino en 1666.

### Cardenalato
Cuando ya había cumplido 79 años, en 1669, el papa Clemente IX lo nombró cardenal, pero la inmediata muerte de este papa impidió no sólo que le fuera otorgada diaconía ni título alguno, sino que llegara a ser investido. Se registra que el papa Clemente, al convertirle en un miembro del Sacro Colegio, le dijo: "Serás nuestro sucesor".

### Papado

#### Elección papal
Finalizado el funeral de Clemente IX, 62 electores entraron al cónclave el 20 de diciembre de 1669. La mayoría necesaria era de cuarenta y dos votos, pero después de cuatro meses la situación estaba estancada: Giannicolò Conti, cardenal del título de S. Maria in Traspontina y obispo de Ancona, obtenía 22 votos; Giacomo Rospigliosi, cardenal del título de S. Sisto y que era sobrino del difunto papa Clemente IX, conseguía 30: Carlo Cerri, cardenal diácono de S. Adriano, se llevaba 23 votos.
Al final los cardenales estuvieron de acuerdo en recurrir al antiguo expediente de elegir a un cardenal de avanzada edad, que fuera "de transición". Propusieron a Altieri, un octogenario que, aunque investido cardenal solo unos días antes del inicio del cónclave, llevaba una larga vida al servicio de la Iglesia. Altieri se resistió mucho a la elección, pero acabó obteniendo la mayoría el 29 de abril de 1670. A pesar de sus protestas (se dice que hubo de sacarle de la cama a causa de su resistencia) el 11 de mayo siguiente fue coronado en la Patriarcal Basílica Vaticana por Francesco Maidalchini, cardenal proto diácono de S. Maria in Via Lata. Asumió el nombre de Clemente en homenaje a su predecesor, que tanto había hecho por él.

#### Generalidades
Con su ascensión al papado, Clemente X, para salvar el apellido Altieri de la extinción, adoptó a la familia Paluzzi, y propuso que uno de los Paluzzi se debía casar con Laura Cetrina Altieri, la única heredera de la familia. A cambio de que adoptaran el apellido Alteri, promocionaría a uno de los Paluzzi. Terminada la boda, que él ofició, promovió a su nuevo pariente por matrimonio el cardenal Paluzzo Paluzzi-Altieri degli Albertoni (creado in pectore en 1664 y proclamado en 1666), del título de Ss. XII Apostoli y tío del nuevo esposo de Laura, al puesto de "cardenal sobrino" para realizar tareas que el papa no podía asumir por causa de su edad. Su principal actividad sería la de invertir el dinero de la Iglesia y, con el pasar de los años, gradualmente confiarle el manejo de los asuntos ordinarios, hasta tal punto que los romanos dijeron que el papa se había reservado para sí solamente las funciones episcopales de benedicere et sanctificare.
Como todos los pontífices, Clemente X aconsejó a los príncipes cristianos que se amaran los unos a los otros, y a probarlo con una entera confianza, por medidas generosas, y una conducta escrupulosa y prudente. El papa deseaba especialmente que se renovara un sentimiento de buen entendimiento entre España y Francia.

#### Canonizaciones y beatificaciones
Ya con 81 años, en 1671, Clemente X pudo dar satisfacción a la monarquía hispana y reinando Carlos II de España declarar Santo de la Iglesia católica al Rey castellano, desde 1217, y leonés, desde 1230, Fernando III de Castilla y León, (1199-1252). 

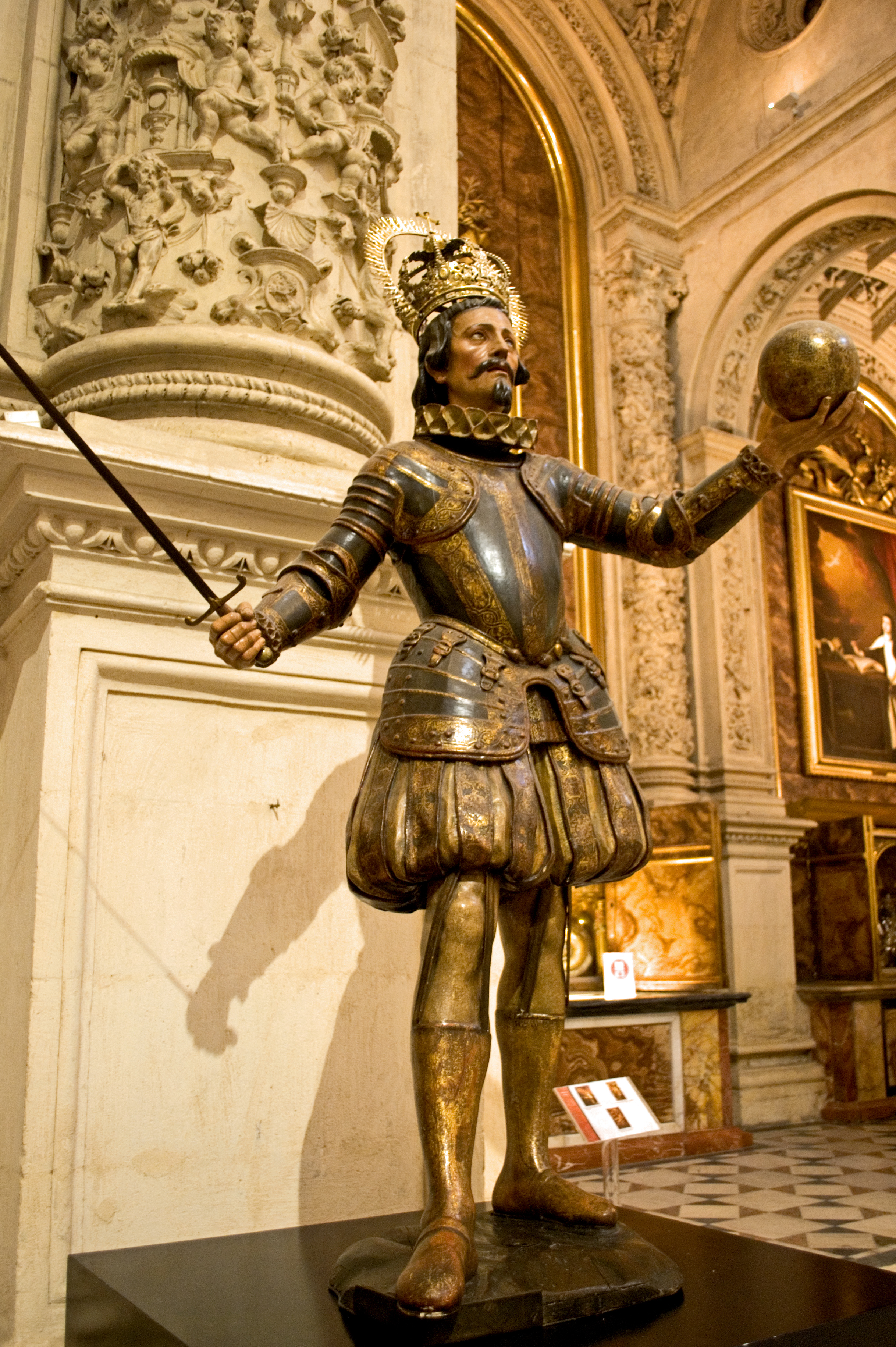
Fernando III de Castilla, (1199-1252), canonizado por Clemente X en 1671. Imagen del escultor barroco sevillano Pedro Roldán (1624-1699), conservada en la catedral de Sevilla. Los dorados y acabados finales fueron hechos con la intervención de varias de sus hijas.

El 12 de abril de 1671, Clemente X canonizó además a cinco nuevos santos:
- San Cayetano de Thiene, fundador de la Orden de Clérigos Regulares, más conocidos como Teatinos.
- San Francisco de Borja, cuarto duque de Gandía, marqués de Lombay, y virrey de Cataluña (1510-1572). Tomó el hábito de los jesuitas en 1547 y se convirtió en general de esa orden.
- San Felipe Benizzi (o Benicio), un noble florentino noble, religioso de la orden de los Siervos de María (Servitas). El papa León X lo había beatificado en 1516.
- San Luis Beltrán, español, de la familia de san Vicente Ferrer, dominico.
- Santa Rosa de Lima, de la Tercera Orden de Santo Domingo, nacida en Lima, Perú en 1586. Fue la primera canonización de una persona del continente americano.

El 13 de enero de 1672, Clemente X reguló las formalidades que se observarían al extraer las reliquias de los Santos de los Cementerios Sagrados. Nadie podría remover tales reliquias sin el permiso del cardenal vicario. No podrían ser expuestos a la veneración de los fieles sin antes haber sido examinados por el mismo cardenal. Las principales reliquias de un mártir —entiéndase la cabeza, las piernas, los brazos, y la parte por la que sufrieron— solamente podrían ser expuestas en las iglesias, y no podrían ser dadas a personas privadas, sino sólo a príncipes y altos prelados. El Santo Padre decretó severas penas en contra de aquellos que le dieran a alguna reliquia algún nombre distinto al dado por el cardenal vicario. La pena de excomunión sería aplicada a todo aquel que pidiera una suma de dinero por alguna reliquia auténtica. Estos decretos, y otros realizados por papas predecesores, fueron confirmados por el papa Clemente XI en 1704.
Clemente X beatificó al papa Pío V, a Francisco Solano y a Juan de la Cruz. Además el 24 de noviembre de 1673, beatificó a diecinueve mártires de Gorcum, Países Bajos, que habían sido asesinados por los rebeldes mendigos del mar el 9 de julio de 1572, por no renegar su fe católica, el papa, la Iglesia romana, y el Santo Sacramento de la Eucaristía. De los diecinueve mártires, once eran frailes franciscanos. Declaró venerable la famosa mística y monja concepcionista española María de Jesús de Ágreda.

#### Asuntos Exteriores
Clemente X, observando los resultados de las labores apostólicas de los primeros misioneros franceses en Canadá, el número de fieles, y el gran campo de trabajo, buscó darle a la Iglesia una organización independiente, y erigió una sede en Quebec, cuyo obispo dependería directamente de la Santa Sede. El primer obispo fue monseñor Laval de Montmorency.
En 1673 llegaron a Roma los embajadores del gran duque de Moscovia, Ivan Basilowitz. Solicitaba del papa el título de zar, que por otro lado ya se había dado a sí mismo. Al mismo tiempo le dio una fuerte ayuda financiera al rey de Polonia Juan III Sobieski, (1629-1696), en su lucha en contra de los invasores turcos. Sus éxitos llevarían a los confiteros de la ciudad asediada de Viena, 1683, a inventar las medialunas o croissant, de forma de media luna creciente, (Crescent, en varios idiomas, Creciente en castellano), para tomar en los desayunos europeos.
Pavel Nanes, embajador de origen escocés, no pudo obtener la sanción del título, aunque fue recibido con grandes honores y con muchos regalos para que le llevara a su jefe. El gran duque de Moscovia no profesaba la fe católica, por lo que era difícil que consiguiera su objetivo, y el rey de Polonia no miraba con buenos ojos la embajada.

#### Administración interna
Mientras en Roma se presentían los problemas. El cardenal Altieri, jefe del gobierno, estaba dispuesto a aumentar los ingresos, y estableció un nuevo impuesto de tres por ciento sobre todas las mercancías que entraban a la ciudad, incluyendo bienes para los cardenales y embajadores. Aunque el gobierno argumentaba que los embajadores abusaban de sus privilegios, los cuerpos diplomáticos mostraron poca satisfacción al conocer que no estaban exentos de la nueva ley de impuestos.
Otro edicto que confirmó al primero fue el ordenar la confiscación, sin distinción, de todos aquellos bienes que no pagaran el nuevo impuesto. Los cardenales al principio se quejaron, aunque con moderación. Pero los embajadores no hablaban el idioma de los papas.
El cardenal sobrino decía que el papa, con su propio Estado, podía hacer las reglas que quisiera. Los embajadores de los imperios franceses, españoles y venecianos, enviaron a sus secretarios para exigir una audiencia con el papa. El camarlengo en jefe contestó que el papa tenía compromisos ese día. Durante cuatro días seguidos el camarlengo dio la misma respuesta a estas persona. El papa, conociendo lo que había ocurrido, declaró que no había dado tal orden. Los embajadores enviaron sus secretarios a pedirle la audiencia al cardenal Paluzzi-Altieri. Él no solo se negó a recibirlos, sino que también les cerró las puertas y aumentó la guardia en los palacios pontificios, de manera que no siguiera la ofensiva. El cardenal sobrino escribió a los nuncios que residían en las cortes de Europa, diciendo que los excesos cometidos por los embajadores habían inducido al Papa a publicar un nuevo edicto. Los embajadores, por el contrario, aseguraron a sus soberanos que la acusación era solo un pretexto.
El conflicto duró aproximadamente un año, y Clemente X, que deseaba la paz, asignó el asunto a una congregación.

#### Jubileo
En el año 1675, Clemente X celebró el 14.º jubileo del Año Santo. A pesar de su edad y sus achaque, visitó las iglesias, lamentando que su salud no le permitiera hacer la sagrada visita en más de cinco ocasiones. Fue doce veces al hospital Trinitario para lavar los pies de los peregrinos.
Ello confirmaba lo que se decía por Roma, que aunque Clemente era el papa titular, el cardenal sobrino Paluzzi-Altieri era el papa en funciones.

#### Otras actividades
Trabajó para preservar la paz en Europa, aun con las amenazas de la ambición de Luis XIV de Francia, un monarca imperial que tenía una confrontación relacionada con las regalías, o ingresos, de las diócesis y abadías vacantes. Esto terminó en continuas tensiones con Francia.
Clemente X promulgó, como ejemplo de decisión salomónica, la Bula de Unión (1676), que “unía las dos iglesias del Salvador (la Seo) y de Santa María del Pilar de Zaragoza, haciéndolas una sola Iglesia Metropolitana, y un Cabildo. Bula verdaderamente prudente, que puso en perfecta armonía a sus respetables componentes, extinguiéndose así las contiendas entre ambos cabildos y que perseveraban constantes durante más de cinco siglos” (José Blasco Ijazo). Desde entonces, con la Bula In apostolicae dignitatis (11 de febrero de 1676), el Pilar de Zaragoza es catedral.
A Clemente X se deben las dos fuentes que adornan la Plaza de San Pedro y las diez estatuas de ángeles en mármol que decoran los pretiles del puente de Sant'Angelo, que todavía se pueden visitar allí, en Roma.

### Fallecimiento
Falleció en Roma el 22 de julio de 1676, en medio de una gran agonía.
Fue enterrado en la Patriarcal Basílica Vaticana, en un formidable mausoleo obra de Mattia de Rossi (1664).
Las profecías apócrifas de San Malaquías se refieren a este papa como De flumine magno (Del gran río), cita que al parecer hace referencia a que cuando nació el río Tíber bajaba muy crecido provocando graves inundaciones.

## Sucesión
| Predecesor: Clemente IX | Papa 29 de abril de 1670-22 de julio de 1676 | Sucesor: Inocencio XI |